# Humbert Achamer-Pifrader
Humbert Achamer-Pifrader (* 21. November 1900 in Teplitz-Schönau als Hubert Victor Emanuel Pifrader, Böhmen; † 25. April 1945 in Linz) war ein österreichischer Jurist, SS-Oberführer sowie von September 1942 bis September 1943 Kommandeur der Einsatzgruppe A.

## Leben
Seine Mutter war Elisabeth Pifrader (* 5. November 1872 in Veitsberg, Steiermark), Köchin in Teplitz. Als Fünfzehnjähriger wurde Humbert Pifrader Einjährig-Freiwilliger beim k.k. Landesschützen-Regiment „Trient“ Nr. I und wurde an der Italienfront eingesetzt. Vom Polizeidirektor Otto Steinhäusl wurde er 1926 bei der Polizeidirektion Salzburg eingestellt und nach zweijähriger militärischer und fachlicher Ausbildung in das Beamtenverhältnis übernommen. Neben seiner Berufstätigkeit begann er 1930 ein Studium der Rechts- und Staatswissenschaft an der Universität Innsbruck und wurde  dort am 7. Juli 1934 zum Doktor der Rechte promoviert.
Achamer-Pifrader trat zum 10. November 1931 der NSDAP bei (Mitgliedsnummer 614.104). Am 10. November 1932 erhielt er aufgrund eines Beschlusses der Vormundschaftsgerichts in Leoben durch Adoption den Namen Achamer-Pifrader. Im Juni 1935 floh er, um einer Verhaftung in Österreich zu entgehen, ins Deutsche Reich, wo er umgehend in den Dienst der Bayerischen Politischen Polizei übernommen wurde. Zum 3. September 1935 trat er der SS bei (SS-Nummer 275.750) und stieg in dieser NS-Organisation stetig auf. Im April 1936 wurde er in das Geheime Staatspolizeiamt in Berlin versetzt, wo er den Bereich „österreichische Angelegenheiten“ bearbeitete.
Nach Beginn des Zweiten Weltkrieges wurde er 1940 Leiter der Gestapo in Darmstadt. Er wurde 1941 zum SS-Standartenführer befördert. Von Juli 1942 an war er Inspekteur der Sicherheitspolizei und des SD mit Sitz in Wiesbaden.
Im September 1942 wurde er in der Nachfolge von Walter Stahlecker (bis Sept. 1942) und Heinz Jost (bis Sept. 1943) Kommandeur der Einsatzgruppe A, die im Rücken der Heeresgruppe Nord für den Massenmord an (zumeist jüdischen) Zivilisten verantwortlich war. Im September 1943 gab er das Kommando an  Friedrich Panzinger (1903–1959) ab. Daneben war er in Riga Befehlshaber der Sicherheitspolizei (Sipo) und des SD.
Achamer-Pifrader wurde am 1. Januar 1943 zum SS-Oberführer befördert und am 31. August 1943 mit dem Eisernen Kreuz 2. Klasse für „hervorragende Bewährung“ bei der „Banditenbekämpfung“ (Partisanenbekämpfung) ausgezeichnet. Des Weiteren wurde ihm das Kriegsverdienstkreuz I. Klasse mit Schwertern verliehen. Im September 1943 kehrte er ins Reichssicherheitshauptamt zurück und wurde Inspekteur der Sicherheitspolizei und des SD in Berlin. Ab 1944 war er Leiter des Bereiches IV B 1 (West- und Nordwestgebiete) im RSHA.
Bei dem Attentat vom 20. Juli 1944 war Achamer-Pifrader in das Geschehen involviert: Nach dem Attentat ging er im Auftrag des Reichssicherheitshauptamtes mit zwei Unterführern und zwei Ordonnanzen in den Bendler-Block, wurde dort aber um 17:30 Uhr von den Verschwörern um Stauffenberg festgenommen. Nach dem Scheitern des Aufstandes war er maßgeblich an den Festnahmen und Ermittlungen durch die Sipo und den SD beteiligt und erhielt dafür das Deutsche Kreuz in Silber. Am 25. April 1945 starb er während einer Inspektionsfahrt bei einem Luftangriff in Linz.
Achamer heiratete 1929 Maria Hauser, geboren 1906 in Salzburg, mit der er drei Kinder hatte.

## Film
Im Film Stauffenberg von 2004 wird er vom Kabarettisten Georg Schramm verkörpert.